# Mammhusen
Mammhusen ist eine kleine Ortschaft innerhalb des Wittmunder Stadtteils Hovel.

## Lage
Mammhusen liegt nordwestlich von Hovel am Mammhuser Weg, der in Farlage von der Hoveler Straße abzweigt und nach Uthörn (Hovel) führt. Die durchschnittliche Höhe liegt bei vier Meter über Normalnull. Der Landschaftsraum zwischen Mammhusen, Müggenkrug, Rispel und Burmönken bildet den Kernbereich einer Wallheckenlandschaft, die auch Leehafer Wallheckengebiet genannt wird.
Die nächstgelegene Haltestelle des Öffentlichen Personennahverkehrs befindet sich in Farlage. Von dort führt eine Buslinie über Hovel, Leerhafe und Isums nach Wittmund, wo sich auch der nächste Bahnhof befindet; er liegt an der NordWestBahnstrecke Sande–Esens.

## Name
Der Ortsname wurde erstmals 1602 als „Mamhusen“ erwähnt. Seine heutige Schreibung ist mindestens seit 1823 belegt. Der Militärarzt und Geburtshelfer Karl Friedrich Riecke (1802–1881) führt in seiner spekulativen Etymologie die erste Silbe des Ortsnamens auf Mamma (lateinisch: weibliche Brust) zurück. Danach hätte – im übertragenen Sinne – Mammhusen die Bedeutung von Haus bei der Quelle oder Haus an „einer runden halbkugelförmigen Erhöhung“. Der Ortsnamenforscher Arend Remmers (* 1938) leitet dagegen den Namensteil Mamm vom männlichen Rufnamen Mamme ab. Die Bedeutung von Mammhusen wäre also dann Haus des Mamme.

## Geschichte
Im Mittelalter gehörte das Mammhuser Gebiet mit Hovel und Leerhafe nicht zum Herrschaftsbereich der ostfriesischen Adelsfamilie der Kankena, sondern zur Vogtei Reepsholt im Amt Friedeburg. Erst während der napoleonischen Besatzungszeit (1807–1813) wurden sowohl Hovel als auch Leerhafe ein Teil des Amtes Wittmund und gehörten ab 1885 zum Landkreis Wittmund. Innerhalb des Landkreises bildeten im weiteren Verlauf des 19. Jahrhunderts Hovel und seine Ortsteile gemeinsam mit den Bauernschaften Leerhafe und Rispel bei Beibehaltung der jeweiligen kommunalen Selbständigkeit einen Gemeindeverband. Wegen verschiedener Streitigkeiten verließen Hovel und damit auch die Ortsteile Mammhusen, Uthörn, Farlage, Schnapp, Till, Carmsland, Kloster und Kloster Neuenhaus den Verband 1901 als Gemeinde Hovel. Das Standesamt und der Armenverband verblieben allerdings in Leerhafe.
Im Mai 1769 beantragten die Eltern der Ortschaften Mammhusen, Farlage, Hovel, Uthörn, Müggenkrug und Schnapp die Errichtung einer Nebenschule für ihre jüngeren Kinder. Ihnen sollte damit der weite Weg nach Leerhafe erspart bleiben. Erst ab dem Alter von zehn Jahren sollten sie die Leerhafer Volksschule besuchen. Dem Antrag wurde stattgeben. Die Einnahmen waren jedoch so gering, dass nach einer kurzen Zeit der angestellte Schulmeister nicht mehr besoldet werden konnte. Allerdings entstand um 1775 in Hovel eine von Leerhafe unabhängige Schulgemeinde, die für Hovel und seine Ortschaften ein eigenes Volksschulgebäude errichtete. Die Hoveler Schule existierte bis 1974.
Unter den 22 Kindern, die 1780 in Leerhafe und Hovel einer Pockenepidemie zum Opfer fielen, war auch ein einjähriger Junge aus Mammhusen.
Im März des Jahres 1868 wurde im Bereich der „Post-Expedition in Wittmund“ die „Landbriefbestellung“ eingeführt. Damit stellte der Landbriefträger auch in Mammhusen einmal täglich (außer am Sonntag) die Post zu.